# John Keats

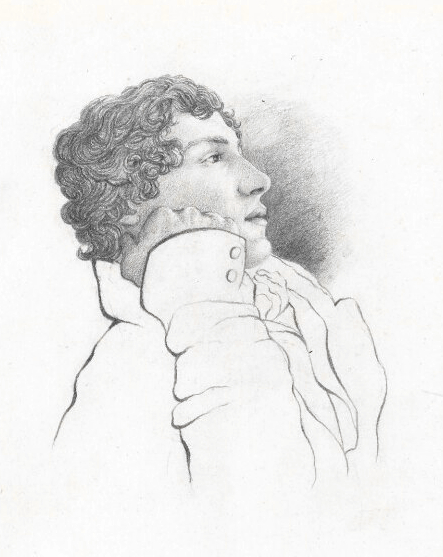

John Keats (ur. 31 października 1795 w Moorgate w pobliżu Londynu, zm. 23 lutego 1821 w Rzymie) – angielski poeta, jeden z głównych przedstawicieli romantyzmu; obok Edmunda Spensera nazywany w Anglii poetą poetów. Za życia niedoceniany i atakowany przez krytykę literacką (jego poetykę pogardliwie określano mianem Cockney School), po śmierci wywarł ogromny wpływ na poetów postromantycznych z kręgu Alfreda Tennysona. Jego legenda stała się tematem dzieł wielu ówczesnych i późniejszych twórców, tj.: Percy Bysshe Shelley, lord Byron, Wallace Stevens czy William Butler Yeats. Keats był wyznawcą ideału piękna pojmowanego sensualistycznie, które starał się oddawać przez zastosowanie rozbudowanych form wierszowanych i rytmicznych oraz malowniczość opisu. Plastyka i muzyczność jego utworów wywarła spory wpływ na twórczość tzw. prerafaelitów.

## Życiorys
Urodził się 31 października 1795 roku na 85 Moorgate nieopodal Londynu jako najstarszy z pięciorga dzieci stajennego Thomasa Keatsa i Frances Jennings. Współcześnie w tym miejscu znajduje się bar o nazwie „Keats The Grove”. Według większości źródeł biograficznych John Keats był niepokornym dzieckiem, skorym do bójek i konfliktów. Sam poeta tak wspominał o sobie w napisanej w 1818 roku Piosence o mnie:

Był raz niegrzeczny chłopiec,

 Niegrzeczny chłopiec był,

Nudziło mu się w domu,

 Więc w świat chciał biec co sił (...)

Okropnie niedorzeczny

 Pisaniem wierszy żył

Po tragicznej śmierci ojca, który spadł z konia, rodzina Keatsów zamieszkała w Edmonton. W tym czasie John podjął naukę w prywatnej szkole w Enfield (do tej samej szkoły uczęszczali także jego młodsi bracia George i Tom). Po śmierci matki w 1810 roku opiekun dzieci zabrał Johna ze szkoły i oddał na pięcioletnią praktykę do miejscowego chirurga dr Hammonda. W tym czasie John Keats niespodziewanie zaczął fascynować się literaturą; samodzielnie zajął się analizą tekstów klasycznych, w czym pomagał mu jego przyjaciel Charles Cowden Clarke, syn dyrektora szkoły w Enfield. Na ten okres datuje się powstanie pierwszych juweniliów Keatsa oraz jego tłumaczenie Eneidy Wergiliusza prozą.
W wieku dziewiętnastu lat na rok przed zakończeniem przerwał praktykę u dr Hammonda i powrócił do Londynu, gdzie kontynuował praktykę w St. Thomas’s Hospital and Guy’s. Około 1816 roku porzucił jednak naukę i poświęcił się całkowicie literaturze. Dzięki Charlesowi Clarkowi poznał wówczas poetę Leigha Hunta, który z kolei poznał Keatsa z Percym Bysshe Shelleyem.
Pierwsze wiersze Johna Keatsa pojawiły się w piśmie Examiner w 1816 właśnie dzięki przyjaźni twórcy z Huntem, jednym z redaktorów. W kwietniu 1818 ukończył pisanie Endymion.
W 1818 roku Keats i jego przyjaciel Charles Armitage Brown wyruszyli do Irlandii, a potem Szkocji śladami jednego z mentorów poety – Roberta Burnsa, którego dom i grób odwiedzili w Dumfries. Podczas tej podróży John nabawił się ciężkiego przeziębienia, które stało się bezpośrednią przyczyną jego gruźlicy. W grudniu 1818 roku umarł brat Keatsa, Tom. Charles Brown zaprosił Johna Keatsa do swojego domu, gdzie na początku 1819 roku Keats napisał swoje najlepsze wiersze. W 1819 roku Keats zakochał się z wzajemnością w Fanny Brawne, sąsiadce Browna, która wynajęła jego dom w czasie podróży Keatsa i Browna do Szkocji. W 2009 roku Jane Campion wyreżyserowała film o romansie Fanny (w tej roli Abbie Cornish) i Johna (Ben Whishaw) pt. „Jaśniejsza od gwiazd”. W lutym 1820 roku Keats przeszedł ostry atak choroby. Stan chorobowy trwał już nieprzerwanie aż do śmierci poety. Sam Keats nazywał ten czas życiem pośmiertnym. Za namową lekarzy Keats we wrześniu 1820 w celu podratowania zdrowia wyjechał do Neapolu we Włoszech. W podróży towarzyszył mu młody artysta Joseph Severn, jeden z przyjaciół poety. Kiedy wrócili do Rzymu, Keats przeszedł kolejny ostry atak choroby. 23 lutego 1821 roku umarł w obecności Severna w swoim mieszkaniu przy słynnych Schodach Hiszpańskich w Rzymie. Swój ostatni wiersz, Do jasnej gwiazdy, napisał w 1819 na odwrocie jednej ze stron tomu sonetów Shakespeare’a. Na krótko przed śmiercią powiedział do przyjaciela: "w czasie ostatnich miesięcy czułem się, jakby już rosły na mnie kwiaty”. Został pochowany 26 lutego 1821 roku na cmentarzu protestanckim w Rzymie. Na jego nagrobku wyryto epitafium: „Tutaj spoczywa ten, którego imię zapisano na wodzie” (Here lies one whose name was writ in water). Rozpoczęte wcześniej poematy nie doczekały się kontynuacji, wciąż jednak jego opublikowane wiersze stanowiły cel ataku krytyki.

## Twórczość

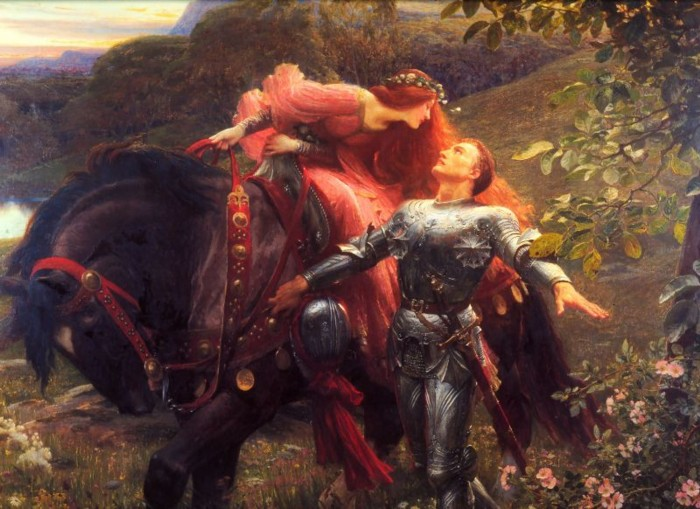
Rudowłosa dziewczyna i rycerz Franka Bernarda Dicksee. Obraz jest przedstawieniem sceny z ballady Keatsa La Belle Dame Sans Merci

Wczesna twórczość Keatsa, podobnie jak większości poetów angielskiego romantyzmu, silnie związana była z poetyką klasyczną, zwłaszcza wierszy renesansowego poety Edmunda Spensera. W późniejszym czasie autor Endymiona znacząco odbiegł od wzorców XVI i XVIII-wiecznych na rzecz większej swobody twórczej; zarówno pod kątem stylu, jak i treści. Cechą charakterystyczną dojrzałej twórczości Keatsa były jednak wciąż liczne nawiązania do antyku i mitologii greckiej oraz oświeceniowa dbałość o kunsztowność formy. Do silnych związków z klasycyzmem skłaniało Keatsa również umiłowanie hymnu i ody, których stał się jednym z najwybitniejszych przedstawicieli w literaturze XIX wieku.
Dzięki wcześnie zawartej przyjaźni z Leighem Huntem Keats zdążył wydać za życia trzy tomy poezji (1817, kolejne: 1818 i 1820), zawierające ballady, ody i poematy, wśród nich nieukończony Hyperion. Pierwszym znanym utworem poety jest krótki, składający się z dwóch wersów wiersz filozoficzno-refleksyjny z 1814, O śmierci, oparty na modnym w okresie baroku zestawieniu życie – sen – śmierć, znanym dzięki sztuce Pedra Calderóna de la Barca Życie snem. W pierwszym tomie Poezji Keatsa dominują zatem niewielkie objętościowo wiersze oraz sonety. Autor wiele miejsca poświęca rozważaniom na temat istoty bycia poetą, związku idealnej wizji sztuki z jej urzeczywistnieniem, problemem tworzywa i treści literackiej. Pojawiają się również utwory manifestujące romantyczny bunt, indywidualizm i panteistyczne uwielbienie przyrody.

Tu stąd patrzałbym na kwietne pokrycie

Dolin, na strumień, tryskający z góry

Falą kryształów, i jak jeleń bury

Wypędza pszczołę z naparstnic (...)
Iść w towarzystwie między wielkie duchy,

By na mądrości ich słowa niegłuchy,

Odczuć, że oni są rozkoszy zdrojem

Charakterystyczne, iż Keats z tego okresu swojej twórczości łączył rekwizyty natury z rekwizytami kultury, pragnąc odnaleźć w przyrodzie idealne i odwieczne oblicze sztuki; stąd określenie Poezja ziemi czy porównanie strumienia wśród lasu do śmierci Poety. Podobna koncepcja, lecz już w dojrzalszym wydaniu pojawia się w napisanej w 1819 Odzie do słowika, prawdopodobnie najsłynniejszym utworze Keatsa, w którym pieśń słowika okazuje się najdoskonalszym odbiciem dążeń twórców.
Wśród wydanych w drugim tomie Poezji utworów znajdują się wiersze rozsławiające min. pamięć po Tadeuszu Kościuszce i Robercie Burnsie. Przywoływana zostaje również Safona, Homer, Wergiliusz, Dante Alighieri, Filostratos oraz cały panteon postaci mitologicznych. Pojawiają się dłuższe formy wierszowane jak oda czy rozbudowane nieraz do wielu rozdziałów poematy epickie (narracyjne).
Ostatni zbiór wierszy Keatsa z 1820 zawierał kilka utworów balladowych, gatunku, po który poeta dotąd nie sięgał. Ich tematem jest odwieczna walka płci między kobietą a mężczyzną, ukryta pod subtelnymi obrazami zaczerpniętymi ze średniowiecznych legend oraz mitologii greckiej. Najsłynniejszą z nich jest napisana w 1819 La Belle Dame sans Merci (fr. „Piękna pani bez litości”), oparta na lirycznej dumie XV-wiecznego prowansalskiego barda Alaina Chartiera. Utwór zachowuje przy tym melodykę piosenki wędrownej, korzystając z popularnej w dawnej liryce angielskiej polaski:

Wygłodniałe strach wykrzywił
W mroku wargi; ich przestrogi
Zrozumiałem, gdym się zbudził
Po tej stronic drogi.

## Teorie filozoficzne
John Keats był również twórcą oryginalnej koncepcji filozoficznej, którą przedstawił w liście do George’a i Thomasa Keatsa datowanym na niedzielę 21 grudnia 1817. Teoria ta nazwana ujemną właściwością (negative capability) łączyła się bezpośrednio z ateistycznymi poglądami poety, znajdując odzwierciedlenie w kilku jego późniejszych dziełach lirycznych.
Pogląd ujemnej właściwości wyrastał z przekonania o niemożności całkowitego poznania świata oraz nieskończoności zjawisk; świadomość tego miałyby jednak mieć zdaniem Keatsa tylko jednostki wybitne, a zwłaszcza poeci.
Nathan Scott, autor książki na temat teorii filozoficznych Keatsa, wykazał wiele podobieństw między ujemną właściwością a filozofią Martina Heideggera. Nawiązywał do niej także Philip Pullman.

## Keats w Polsce
Pierwsze w Polsce tłumaczenia wierszy Keatsa ukazywały się dość późno i w niewielkiej liczbie. Współcześni badacze literatury wnioskują, że było to spowodowane zbyt hermetycznym jak na owe czasy zamknięciem się poety na krąg kultury anglosaskiej. Uwagę na poezję Keatsa zwróciło zatem dopiero pokolenie Młodej Polski, a autorem pierwszych jej przekładów na język polski był Jan Kasprowicz. Keatsa tłumaczyli również: Antoni Lange, Juliusz Żuławski, Władysław Nawrocki, Leopold Lewin, Stanisław Barańczak, Zygmunt Kubiak.

## Spis utworów
- Addressed To Haydon
- Addressed to the Same
- Asleep! O sleep a little while, white pearl!
- Bards of Passion and of Mirth
- Bright star, would I were stedfast as thou art (1819)
- Calidore (a fragment)
- The Day Is Gone, And All Its Sweets Are Gone
- Dedication. To Leigh Hunt, Esq.
- A Dream, After Reading Dante’s Episode Of Paolo And Francesca text
- A Draught of Sunshine
- Endymion: A Poetic Romance (1817)
- Epistle to John Hamilton Reynolds
- Epistle to My Brother George
- The Eve of Saint Mark
- The Eve of St. Agnes (1819)
- The Fall of Hyperion: A Dream (1817)
- Fancy (poem)
- Fill For Me A Brimming Bowl
- Fragment of an Ode to Maia
- Give Me Women, Wine, and Snuff
- Happy Is England! I Could Be Content
- Hither, Hither, Love
- How Many Bards Gild The Lapses Of Time!
- The Human Seasons
- Hymn To Apollo
- Hyperion (1818)
- I had a dove
- I stood tip-toe upon a little hill
- If By Dull Rhymes Our English Must Be Chain’d
- Imitation of Spenser
- In Drear-Nighted December
- Isabella or The Pot of Basil
- Keen, fitful gusts are whisp’ring here and there
- La Belle Dame sans Merci: A Ballad (1819)
- Lamia (1819)
- Lines (poem)
- Lines on Seeing a Lock of Milton’s Hair
- Lines on The Mermaid Tavern
- Meg Merrilies
- Modern Love (Keats)
- O Blush Not So!
- O Solitude! If I Must With Thee Dwell
- Ode on a Grecian Urn (1819)
- Ode on Indolence (1819)
- Ode on Melancholy (1819)
- Ode to a Nightingale (1819)
- Ode to Apollo
- Ode to Fanny
- Ode to Psyche (1819)
- Oh! how I love, on a fair summer’s eve
- On Death
- On Fame
- On First Looking into Chapman’s Homer (1816)
- On Leaving Some Friends At An Early Hour
- On receiving a curious Shell
- On Seeing the Elgin Marbles for the First Time
- On Sitting Down to Read King Lear Once Again
- On the Grasshopper and Cricket
- On the Sea
- The Poet
- A Prophecy – To George Keats in America
- Robin Hood
- Sharing Eve’s Apple
- Sleep and Poetry
- A Song of Opposites
- Specimen of an Induction to a Poem
- Staffa
- Stanzas
- Think Not of It, Sweet One
- This Living Hand
- To –
- To a Cat
- To A Friend Who Sent Me Some Roses
- To a Lady seen for a few Moments at Vauxhall
- To A Young Lady Who Sent Me A Laurel Crown
- To Autumn
- To Ailsa Rock
- To Autumn (1819)
- To Byron
- To Charles Cowden Clarke
- To Chatterton
- To Fanny
- To G.A.W. (Georgiana Augusta Wylie)
- To George Felton Mathew
- To Georgiana Augusta Wylie
- To Haydon
- To Homer
- To Hope
- To John Hamilton Reynolds
- To Kosciusko
- To My Brother
- To My Brothers
- To one who has been long in city pent
- To Sleep
- To Solitude
- To Some Ladies
- To the Nile
- Two Sonnets on Fame
- When I have fears that I may cease to be (1818) text
- Where Be Ye Going, You Devon Maid?
- Where’s the Poet?
- Why did I laugh tonight?
- Woman! when I behold thee flippant, vain
- Written in Disgust of Vulgar Superstition
- Written on a Blank Space
- Written on a Summer Evening
- Written on the Day that Mr Leigh Hunt Left Prison
- Written Upon the Top of Ben Nevis
- You say you love